# Івано Бонетті
Івано Бонетті (італ. Ivano Bonetti, нар. 1 серпня 1964, Брешія) — італійський футболіст, лівий півзахисник. По завершенні ігрової кар'єри — футбольний тренер.
Дворазовий чемпіон Італії. Володар Міжконтинентального кубка.
Молодший брат іншого італійського футболіста, Даріо Бонетті.

## Ігрова кар'єра
Народився 1 серпня 1964 року в місті Брешія. Вихованець футбольної школи клубу «Брешія». Дорослу футбольну кар'єру розпочав 1981 року в основній команді того ж клубу, в якій провів три сезони, взявши участь у 70 матчах чемпіонату.
Згодом з 1984 по 1990 рік грав у складі команд клубів «Дженоа», «Ювентус», «Аталанта» та «Болонья». У складі «Юве» виборов титул чемпіона Італії.
Своєю грою привернув увагу представників тренерського штабу клубу «Сампдорія», до складу якого приєднався 1990 року. Відіграв за генуезький клуб наступні три сезони своєї ігрової кар'єри. Більшість часу, проведеного у складі «Сампдорії», був основним гравцем команди. За цей час додав до переліку своїх трофеїв ще один титул чемпіона Італії.
Протягом 1993—1997 років захищав кольори італійських клубів «Болонья», «Торіно» та «Брешія», а також англійських «Грімсбі Таун», «Транмер Роверз» та «Крістал Пелес». 1997 року повернувся на батьківщину, де грав за «Дженоа» та «Сестрезе».
Завершив професійну ігрову кар'єру в шотландському «Данді», за команду якого виступав як граючий тренер протягом 2000—2002 років.

## Кар'єра тренера
Розпочав тренерську кар'єру 2000 року, очоливши тренерський штаб шотландського клубу «Данді». Наразі досвід тренерської роботи обмежується цим клубом, в якому Івано пропрацював два сезони.

## Статистика виступів

### Статистика клубних виступів
| Сезон          | Клуб             | Чемпіонат | Чемпіонат | Чемпіонат |
| Сезон          | Клуб             | Ліга      | Ігор      | Голів     |
| -------------- | ---------------- | --------- | --------- | --------- |
| 1981–82        | «Брешія»         | B         | 20        | 1         |
| 1982–83        | «Брешія»         | C1        | 20        | 0         |
| 1983–84        | «Брешія»         | C1        | 30        | 2         |
| 1984–85        | «Дженоа»         | B         | 31        | 1         |
| 1985–86        | «Ювентус»        | A         | 2         | 0         |
| 1986–87        | «Ювентус»        | A         | 16        | 2         |
| сер.-жов. 1987 | «Ювентус»        | A         | 0         | 0         |
| жов. 1987–88   | «Аталанта»       | B         | 26        | 2         |
| 1988–89        | «Болонья»        | A         | 31        | 1         |
| 1989–90        | «Болонья»        | A         | 31        | 2         |
| 1990–91        | «Сампдорія»      | A         | 25        | 0         |
| 1991–92        | «Сампдорія»      | A         | 23        | 0         |
| 1992–93        | «Сампдорія»      | A         | 13        | 1         |
| 1993–94        | «Болонья»        | C1        | 18        | 2         |
| 1994-січ. 1995 | «Торіно»         | A         | 5         | 0         |
| січ.-лип. 1995 | «Брешія»         | A         | 16        | 0         |
| 1995–96        | «Грімсбі Таун»   | FD        | 16        | 3         |
| 1996–97        | «Транмер Роверз» | FD        | 13        | 1         |
| 1997           | «Крістал Пелес»  | ПЛ        | 3         | 0         |
| лис. 1997–98   | «Дженоа»         | B         | 23        | 0         |
| 1998–99        | «Дженоа»         | B         | 32        | 1         |
| 1999–00        | «Сестрезе»       | CND       | 19        | 0         |
| 2000–01        | «Данді»          | ПЛ        | 18        | 2         |
| 2001–02        | «Данді»          | ПЛ        | 0         | 0         |

## Титули і досягнення
- Чемпіон Італії (2):

«Ювентус»: 1985–86
«Сампдорія»: 1990–91
- Володар Міжконтинентального кубка (1):

«Ювентус»: 1985